# Naoki Ishikawa
Naoki Ishikawa (født 13. september 1985) er en japansk fodboldspiller.
Han har spillet for flere forskellige klubber i sin karriere, herunder Kashiwa Reysol, Hokkaido Consadole Sapporo, Albirex Niigata dan Vegalta Sendai.